# Asasp-Arros
Asasp-Arros es una comuna francesa de la región de Aquitania en el departamento de Pirineos Atlánticos.
El topónimo Asasp fue mencionado por primera vez en el año 1364 con el nombre de Asap, mientras que el término Arros es nombrado por primera vez en el siglo XII.

## Demografía
| 602 | 517 | 611 | 563 | 766 | 751 | 718 | 741 | 642 | 649 | 619 | 583 | 543 | 513 | 502 | 491 | 495 | 465 | 511 | 560 | 489 | 438 | 482 | 421 | 407 | 431 | 434 | 395 | 566 | 564 | 601 | 547 | 524 |
| Para los censos de 1962 a 1999 la población legal corresponde a la población sin duplicidades (Fuente: INSEE [Consultar]) |     |     |     |     |     |     |     |     |     |     |     |     |     |     |     |     |     |     |     |     |     |     |     |     |     |     |     |     |     |     |     |     |